# Echoes of Eternity
Echoes of Eternity ist eine 2005 gegründete Progressive-Metal-Band aus den USA.

## Geschichte
Gegründet wurde die Band von Gitarrist Brandon Patton und seinem langjährigen Freund Kirk Carrison, die sich bereits aus mehreren Death-Metal-Bands kannten. Mit Echoes of Eternity wollten sie eine Band mit Frontfrau gründen. Kurz danach ergänzten Duane Cowan am Bass und Francine Boucher als Sängerin Echoes of Eternity. Nach einer selbst veröffentlichten EP  unterschrieben sie im Juli 2006 einen Plattenvertrag bei Nuclear Blast. In den RavensWork Studios in Venice entstand in sechsmonatiger Arbeit ihr Debütalbum The Forgotten Goddess, dass am 2. Februar 2007 erschienen ist. Im selben Monat kam Sam Young als zweiter Gitarrist zur Band.

## Diskografie
- 2005: Echoes of Eternity (EP)
- 2006: Passenger Sampler
- 2007: HiFive – Female Fronted Metal
- 2007: The Forgotten Goddess (Album, Nuclear Blast)
- 2009: As Shadows Burn (Album, Nuclear Blast)